# José Gómez (Radsportler)
José Gómez Lucas (* 9. Januar 1944 in Madrid; † 14. Juni 2014 ebenda) war ein spanischer Radrennfahrer und nationaler Meister im Radsport.

## Sportliche Laufbahn
Gómez war Teilnehmer der Olympischen Sommerspiele 1968 in Mexiko-Stadt. Im Mannschaftszeitfahren wurde er mit José Antonio González Linares, Nemesio Jiménez und Miguel Maria  Lasa auf dem 12. Rang klassiert. Im olympischen Straßenrennen wurde er beim Sieg von Pierfranco Vianelli als 16. klassiert.
Als Amateur gewann er 1966 eine Etappe der Tour de l’Avenir und wurde im Gesamtklassement Dritter hinter dem Sieger Mino Denti. 1967 gewann er Bronze bei den Mittelmeer-Spielen im Mannschaftszeitfahren.
1968 wurde er nach Olympia Berufsfahrer im Radsportteam Kas und konnte 1969 in seiner ersten Profi-Saison den Titel im Zweier-Mannschaftsfahren mit Daniel Yuste Escolar als Partner gewinnen. Die Ruta del Sol, konnte er 1970 gewinnen. 1971 siegte er in der Menorca-Rundfahrt und 1972 in der Klasika Primavera.
Die Tour de France fuhr er 1969 (58.), 1971 und 1973 schied er aus. In der Vuelta a España war er fünfmal am Start. Sein bestes Ergebnis im Gesamtklassement hatte er auf dem 24. Platz 1971.